# Jezioro tektoniczne
Jezioro tektoniczne – typ genetyczny jeziora, które powstaje w wyniku wypełniania wodą głębokich rowów tektonicznych, ukształtowanych w wyniku ruchów płyt tektonicznych. Mają zróżnicowaną wielkość. Zazwyczaj są głębokie, mają wydłużone kształty i strome stoki. Powszechne jest występowanie jezior o genezie tektoniczno-polodowcowej, takich jak Jezioro Górne w Ameryce Północnej. Do najsłynniejszych kompleksów rowów tektonicznych należą jeziora w Wielkich Rowach Afrykańskich, m.in.: Jezioro Alberta, Jezioro Edwarda, Jezioro Niasa czy Jezioro Tanganika.

## Największe jeziora tektoniczne[1]
| Lp | Nazwa            | Państwo                                            | Powierzchnia (km²) | Pojemność (km³) | Głębokość (m) | Wysokość (m n.p.m.) | Typ genetyczny          |
| -- | ---------------- | -------------------------------------------------- | ------------------ | --------------- | ------------- | ------------------- | ----------------------- |
| 1  | Morze Kaspijskie | Rosja, Azerbejdżan, Iran, Kazachstan, Turkmenistan | 392 000            | 79 000          | 1 026         | -26,2               | tektoniczno-reliktowe   |
| 2  | Jezioro Górne    | Kanada, Stany Zjednoczone                          | 82 103             | 11 600          | 406           | 183                 | tektoniczno-polodowcowe |
| 3  | Jezioro Wiktorii | Uganda, Kenia, Tanzania                            | 69 484             | 2 700           | 92            | 1 134               | tektoniczne             |
| 4  | Huron            | Stany Zjednoczone, Kanada                          | 59 570             | 3 580           | 229           | 176                 | tektoniczno-polodowcowe |
| 5  | Michigan         | Stany Zjednoczone                                  | 57 757             | 4 680           | 281           | 176                 | tektoniczno-polodowcowe |